# Olimpiadi degli scacchi del 1980
Le Olimpiadi degli scacchi del 1980 si svolsero dal 20 novembre al 6 dicembre a La Valletta, a Malta. Comprendevano un torneo open e uno femminile; contestualmente fu tenuto un congresso della FIDE.

## Partecipanti
Le seguenti nazioni parteciparono ad entrambi i tornei:
- Argentina
- Australia
- Austria
- Belgio
- Brasile
- Bulgaria
- Canada
- Cina
- Colombia
- Danimarca
- Egitto
- Emirati Arabi Uniti
- Finlandia
- Francia
- Galles
- Germania Ovest
- Giappone
- Grecia
- Inghilterra
- India
- Irlanda
- Islanda
- Isole Vergini Americane
- Israele
- Italia
- Jugoslavia
- Malta
- Messico
- Nigeria
- Nuova Zelanda
- Paesi Bassi
- Polonia
- Porto Rico
- Rep. Dominicana
- Romania
- Scozia
- Spagna
- Stati Uniti
- Svezia
- Svizzera
- Ungheria
- Unione Sovietica

Al solo torneo open parteciparono inoltre:
- Albania
- Algeria
- Andorra
- Angola
- Bermuda
- Cile
- Cipro
- Cecoslovacchia
- Cuba
- Filippine
- Giamaica
- Giordania
- Guernsey
- Guyana
- Indonesia
- Hong Kong
- Fær Øer
- Isole Vergini Britanniche
- Kenya
- Libano
- Libia
- Lussemburgo
- Malaysia
- Monaco
- Mongolia
- Norvegia
- Pakistan
- Papua Nuova Guinea
- Paraguay
- Portogallo
- Siria
- Thailandia
- Trinidad e Tobago
- Tunisia
- Turchia
- Uganda
- Venezuela
- Zaire
- Zimbabwe

## Torneo open
Il torneo open vide la partecipazione di 82 squadre provenienti da 81 nazioni diverse (Malta ne schierò due). Le squadre erano formate da sei giocatori (quattro titolari e due riserve) per un totale di 483 giocatori. Il torneo fu disputato con il sistema svizzero, su quattordici turni.
La prima parte del torneo fu dominata dall'Ungheria, campione uscente, la quale restò in testa da sola dal terzo turno all'undicesimo, grazie tra l'altro a pareggi con Unione Sovietica e Jugoslavia e ad una vittoria per 3-1 con gli Stati Uniti. Gli ungheresi e i sovietici si ritrovarono a pari punti a tre turni dalla fine, senza che nessuno riuscisse a guadagnare neppure mezzo punto sull'altro. L'oro andò infine ai sovietici per bucholz, grazie anche alla contemporanea vittoria della Grecia (che aveva giocato contro i sovietici) sulla Scozia (che invece aveva affrontato solo gli ungheresi).

### Risultati assoluti
| Pos. | Squadra          | Giocatori | Elo  | Punti |
| ---- | ---------------- | --- | ---- | ----- |
|      | Unione Sovietica | GM Anatolij Karpov, GM Leŭ Paluhaeŭski, GM Michail Tal', GM Juchym Heller, GM Jurij Balašov, MI Garri Kasparov             | 2666 | 39    |
|      | Ungheria         | GM Lajos Portisch, GM Zoltán Ribli, GM Gyula Sax, GM István Csom, GM Iván Faragó, MI József Pintér                         | 2593 | 39    |
|      | Jugoslavia       | GM Ljubomir Ljubojević, GM Borislav Ivkov, GM Bruno Parma, GM Bojan Kurajica, GM Slavoljub Marjanović, Predrag Nikolić     | 2541 | 35    |
| 4    | Stati Uniti      | GM Lev Al'burt, MI Yasser Seirawan, GM Larry Christiansen, GM James Tarjan, MI Nick De Firmian, GM Leonid Šamkovič         | 2514 | 34    |
| 5    | Cecoslovacchia   | GM Vlastimil Hort, GM Jan Smejkal, GM Vlastimil Jansa, GM Ján Plachetka, MI Ľubomír Ftáčnik, MI Jiří Lechtýnský            | 2530 | 33    |
| 6    | Inghilterra      | GM Anthony Miles, GM Michael Stean, GM John Nunn, MI Jonathan Speelman, GM Raymond Keene, MI Jonathan Mestel               | 2520 | 32,5  |
| 7    | Polonia          | MI Aleksander Sznapik, GM Włodzimierz Schmidt, MI Adam Kuligowski, MI Jacek Bielczyk, MI Jerzy Pokojowczyk, Jan Przewoźnik | 2419 | 32,5  |
| 8    | Israele          | GM Vladimir Liberzon, MI Nathan Birnboim, MI Yehuda Grünfeld, Yaacov Murey, MI Shimon Kagan, David Bernstein               | 2474 | 32    |
| 9    | Canada           | MI Jean Hebert, MI Lawrence Day, GM Daniel Yanofsky, Milan Vukadinov, MI Zvonko Vranesic, Dennis Allan                     | 2385 | 32    |
| 10   | Paesi Bassi      | GM Jan Timman, GM Gennadi Sosonko, GM Hans Ree, MI Christian Langeweg, MI John Van der Wiel, MI Gert Ligterink             | 2533 | 31,5  |

### Risultati individuali
Furono assegnate medaglie ai giocatori di ogni scacchiera con le tre migliori percentuali di punti per partita.
|                                | Giocatore             | Punti            | Partite          | %                |
| Prima scacchiera               | Prima scacchiera      | Prima scacchiera | Prima scacchiera | Prima scacchiera |
| ------------------------------ | --------------------- | ---------------- | ---------------- | ---------------- |
|                                | William Hook          | 11,5             | 14               | 82,1             |
|                                | Saifudin Kanani       | 9,5              | 12               | 79,2             |
|                                | GM Eugenio Torre      | 11               | 14               | 78,6             |
| Seconda scacchiera             |                       |                  |                  |                  |
|                                | MI Yrjö Rantanen      | 9,5              | 13               | 73,1             |
|                                | MI Yasser Seirawan    | 8                | 11               | 72,7             |
|                                | Derek Harris          | 7                | 10               | 70,0             |
| Terza scacchiera               |                       |                  |                  |                  |
|                                | José Felix Villareal  | 9                | 11               | 81,8             |
|                                | MI Adam Kuligowski    | 10               | 13               | 76,9             |
|                                | Mohamed Rafiq Khan    | 10               | 13               | 76,9             |
| Quarta scacchiera              |                       |                  |                  |                  |
|                                | GM István Csom        | 9                | 11               | 77,8             |
|                                | MI Harry Schüssler    | 6,5              | 9                | 72,2             |
|                                | GM Juchym Heller      | 6,5              | 9                | 72,2             |
|                                | MI Christian Langeweg | 6,5              | 9                | 72,2             |
|                                | Johan Goormachtigh    | 6,5              | 9                | 72,2             |
| Quinta scacchiera (1ª riserva) |                       |                  |                  |                  |
|                                | GM Jurij Balašov      | 7,5              | 10               | 75,0             |
|                                | Bjørn Tiller          | 6                | 8                | 75,0             |
|                                | Jacob Øst-Hansen      | 8                | 11               | 72,7             |
| Sesta scacchiera (2ª riserva)  |                       |                  |                  |                  |
|                                | Predrag Nikolić       | 6,5              | 8                | 81,3             |
|                                | Andrew Borg           | 8                | 10               | 80,0             |
|                                | MI Garri Kasparov     | 9,5              | 12               | 79,2             |

#### Medaglie individuali per nazione
| Nazione                   |   |   |   | Totali |
| ------------------------- | - | - | - | ------ |
| Unione Sovietica          | 1 | 1 | 1 | 3      |
| Isole Vergini Britanniche | 1 | 0 | 0 | 1      |
| Finlandia                 | 1 | 0 | 0 | 1      |
| Messico                   | 1 | 0 | 0 | 1      |
| Ungheria                  | 1 | 0 | 0 | 1      |
| Norvegia                  | 1 | 0 | 0 | 1      |
| Jugoslavia                | 1 | 0 | 0 | 1      |
| Kenya                     | 0 | 1 | 0 | 1      |
| Stati Uniti               | 0 | 1 | 0 | 1      |
| Polonia                   | 0 | 1 | 0 | 1      |
| India                     | 0 | 1 | 0 | 1      |
| Svezia                    | 0 | 1 | 0 | 1      |
| Paesi Bassi               | 0 | 1 | 0 | 1      |
| Belgio                    | 0 | 1 | 0 | 1      |
| Malta                     | 0 | 1 | 0 | 1      |
| Filippine                 | 0 | 0 | 1 | 1      |
| Bermuda                   | 0 | 0 | 1 | 1      |
| Danimarca                 | 0 | 0 | 1 | 1      |

## Torneo femminile
Per la prima volta, anche il torneo femminile adottò la formula del sistema svizzero, anche questo di 14 turni come il torneo open, sebbene le squadre partecipanti fossero solamente 42. Le sfide si svolsero su tre scacchiere, e ogni squadra aveva a disposizione una riserva.
Il torneo fu vinto dall'Unione Sovietica, che superò l'Ungheria al penultimo turno grazie ad una vittoria per 3-1 sugli Stati Uniti.
| Pos. | Squadra          | Giocatrici                                                                                | Elo  | Punti |
| ---- | ---------------- | ----------------------------------------------------------------------------------------- | ---- | ----- |
|      | Unione Sovietica | GMF Maia Chiburdanidze, GM Nona Gaprindashvili, GMF Nana Alexandria, GMF Nana Ioseliani   | 2370 | 32,5  |
|      | Ungheria         | MIF Zsuzsa Veröci, MIF Mária Ivánka, Mária Porubszky-Angyalosine, Tünde Csonkics          | 2232 | 32    |
|      | Polonia          | MIF Hanna Ereńska-Radzewska, MIF Grażyna Szmacińska, Małgorzata Wiese, Agnieszka Brustman | 2148 | 26,5  |
| 4    | Romania          | MIF Elisabeta Polihroniade, GMF Gertrude Baumstark, Daniela Nuţu, MIF Margareta Mureşan   | 2200 | 24,5  |
| 5    | Germania Ovest   | Gisela Fischdick, Barbara Hund, Anni Laakmann, Isabel Hund                                | 2152 | 24    |
| 6    | Cina             | Liu Shilan, Wu Mingqian, An Yangfeng                                                      | 1843 | 24    |
| 7    | Israele          | Lena Glaz, Luba Kristol, Olga Podrazhanskaya, Lea Nudelman                                | 2113 | 23,5  |
| 8    | Jugoslavia       | Gordana Marković, Antonina Dragašević, MIF Tereza Štadler, Olivera Prokopović             | 2142 | 23,5  |
| 9    | Bulgaria         | GMF Tatjana Lemačko, Rumjana Bojadžieva, Margarita Vojska, Pavlina Angelova               | 2138 | 23    |
| 10   | Brasile          | Ligia Abreu Carvalho, Jussara Chaves, MIF Ruth Cardoso, Marcia Longo                      | 1850 | 23    |

### Risultati individuali
Furono assegnate medaglie alle giocatrici di ogni scacchiera con le tre migliori percentuali di punti per partita.
|                             | Giocatrice                  | Punti            | Partite          | %                |
| Prima scacchiera            | Prima scacchiera            | Prima scacchiera | Prima scacchiera | Prima scacchiera |
| --------------------------- | --------------------------- | ---------------- | ---------------- | ---------------- |
|                             | GMF Maia Chiburdanidze      | 11,5             | 13               | 88,5             |
|                             | MIF Zsuzsa Verőci           | 10               | 13               | 76,9             |
|                             | MIF Hanna Ereńska-Radzewska | 9                | 13               | 69,2             |
| Seconda scacchiera          |                             |                  |                  |                  |
|                             | GM Nona Gaprindashvili      | 9,5              | 12               | 79,2             |
|                             | MIF Mária Ivánka            | 11               | 14               | 78,6             |
|                             | Barbara Hund                | 9                | 13               | 69,2             |
| Terza scacchiera            |                             |                  |                  |                  |
|                             | Daniele Nutu                | 7,5              | 10               | 75,0             |
|                             | Mária Porubszky-Angyalosine | 8                | 11               | 72,7             |
|                             | Teresa Stadler              | 6                | 9                | 66,7             |
| Quarta scacchiera (riserva) |                             |                  |                  |                  |
|                             | GMF Nana Ioseliani          | 7,5              | 9                | 83,3             |
|                             | Agniezska Brustman          | 8                | 11               | 72,7             |
|                             | Lea Nudelman                | 6,5              | 9                | 72,2             |

#### Medaglie individuali per nazione
| Nazione          |   |   |   | Totali |
| ---------------- | - | - | - | ------ |
| Unione Sovietica | 3 | 0 | 0 | 3      |
| Romania          | 1 | 0 | 0 | 1      |
| Ungheria         | 0 | 3 | 0 | 3      |
| Polonia          | 0 | 1 | 1 | 2      |
| Germania Ovest   | 0 | 0 | 1 | 1      |
| Jugoslavia       | 0 | 0 | 1 | 1      |
| Israele          | 0 | 0 | 1 | 1      |

## Medagliere
| Nazione                   | Torneo open      | Torneo open      | Torneo open      | Torneo open          | Torneo open          | Torneo open          | Torneo femminile | Torneo femminile | Torneo femminile | Torneo femminile     | Torneo femminile     | Torneo femminile     | Totale | Totale | Totale | Totale |
| Nazione                   | Torneo a squadre | Torneo a squadre | Torneo a squadre | Medaglie individuali | Medaglie individuali | Medaglie individuali | Torneo a squadre | Torneo a squadre | Torneo a squadre | Medaglie individuali | Medaglie individuali | Medaglie individuali | Totale | Totale | Totale | Totale |
| Nazione                   |                  |                  |                  |                      |                      |                      |                  |                  |                  |                      |                      |                      |        |        |        |        |
| ------------------------- | ---------------- | ---------------- | ---------------- | -------------------- | -------------------- | -------------------- | ---------------- | ---------------- | ---------------- | -------------------- | -------------------- | -------------------- | ------ | ------ | ------ | ------ |
| Unione Sovietica          | 1                | 0                | 0                | 1                    | 1                    | 1                    | 1                | 0                | 0                | 3                    | 0                    | 0                    | 6      | 1      | 1      | 8      |
| Ungheria                  | 0                | 1                | 0                | 1                    | 0                    | 0                    | 0                | 1                | 0                | 0                    | 3                    | 0                    | 1      | 5      | 0      | 6      |
| Jugoslavia                | 0                | 0                | 1                | 1                    | 0                    | 0                    | 0                | 0                | 0                | 0                    | 0                    | 1                    | 1      | 0      | 2      | 3      |
| Isole Vergini Britanniche | 0                | 0                | 0                | 1                    | 0                    | 0                    | 0                | 0                | 0                | 0                    | 0                    | 0                    | 1      | 0      | 0      | 1      |
| Finlandia                 | 0                | 0                | 0                | 1                    | 0                    | 0                    | 0                | 0                | 0                | 0                    | 0                    | 0                    | 1      | 0      | 0      | 1      |
| Messico                   | 0                | 0                | 0                | 1                    | 0                    | 0                    | 0                | 0                | 0                | 0                    | 0                    | 0                    | 1      | 0      | 0      | 1      |
| Norvegia                  | 0                | 0                | 0                | 1                    | 0                    | 0                    | 0                | 0                | 0                | 0                    | 0                    | 0                    | 1      | 0      | 0      | 1      |
| Romania                   | 0                | 0                | 0                | 0                    | 0                    | 0                    | 0                | 0                | 0                | 1                    | 0                    | 0                    | 1      | 0      | 0      | 1      |
| Polonia                   | 0                | 0                | 0                | 0                    | 1                    | 0                    | 0                | 0                | 1                | 0                    | 1                    | 1                    | 0      | 2      | 2      | 4      |
| Kenya                     | 0                | 0                | 0                | 0                    | 1                    | 0                    | 0                | 0                | 0                | 0                    | 0                    | 0                    | 0      | 1      | 0      | 1      |
| Stati Uniti               | 0                | 0                | 0                | 0                    | 1                    | 0                    | 0                | 0                | 0                | 0                    | 0                    | 0                    | 0      | 1      | 0      | 1      |
| India                     | 0                | 0                | 0                | 0                    | 1                    | 0                    | 0                | 0                | 0                | 0                    | 0                    | 0                    | 0      | 1      | 0      | 1      |
| Svezia                    | 0                | 0                | 0                | 0                    | 1                    | 0                    | 0                | 0                | 0                | 0                    | 0                    | 0                    | 0      | 1      | 0      | 1      |
| Paesi Bassi               | 0                | 0                | 0                | 0                    | 1                    | 0                    | 0                | 0                | 0                | 0                    | 0                    | 0                    | 0      | 1      | 0      | 1      |
| Belgio                    | 0                | 0                | 0                | 0                    | 1                    | 0                    | 0                | 0                | 0                | 0                    | 0                    | 0                    | 0      | 1      | 0      | 1      |
| Malta                     | 0                | 0                | 0                | 0                    | 1                    | 0                    | 0                | 0                | 0                | 0                    | 0                    | 0                    | 0      | 1      | 0      | 1      |
| Filippine                 | 0                | 0                | 0                | 0                    | 0                    | 1                    | 0                | 0                | 0                | 0                    | 0                    | 0                    | 0      | 0      | 1      | 1      |
| Bermuda                   | 0                | 0                | 0                | 0                    | 0                    | 1                    | 0                | 0                | 0                | 0                    | 0                    | 0                    | 0      | 0      | 1      | 1      |
| Danimarca                 | 0                | 0                | 0                | 0                    | 0                    | 1                    | 0                | 0                | 0                | 0                    | 0                    | 0                    | 0      | 0      | 1      | 1      |
| Israele                   | 0                | 0                | 0                | 0                    | 0                    | 1                    | 0                | 0                | 0                | 0                    | 0                    | 0                    | 0      | 0      | 1      | 1      |
| Germania Ovest            | 0                | 0                | 0                | 0                    | 0                    | 0                    | 0                | 0                | 0                | 0                    | 0                    | 1                    | 0      | 0      | 1      | 1      |